# Macrognathus semiocellatus
Macrognathus semiocellatus és una espècie de peix pertanyent a la família dels mastacembèlids.

## Descripció
- Fa 19,2 cm de llargària màxima.
- Nombre de vèrtebres: 71-75.
- 28-32 espines i 46-58 radis tous a l'aleta dorsal.
- 53-65 radis tous a l'aleta anal.[2][3]

## Hàbitat
És un peix d'aigua dolça, bentopelàgic i de clima tropical.

## Distribució geogràfica
Es troba a Àsia: conques dels rius Mekong, Chao Phraya i Mae Klong.

## Observacions
És inofensiu per als humans.